# Poiana (Dolhasca), Suceava
Poiana (în trecut, Poiana Răftivanului) este un sat ce aparține orașului Dolhasca din județul Suceava, Moldova, România.

## Scurt istoric
La jumătatea secolului al XIX-lea, pe teritoriul actualului sat Poiana, pădurea era extrem de întinsă, faldurile ei părând a fi fără margini. În preajma anului 1840, stăpânirea moșiei revenise boierului Lupu Răftivanu, care moștenise un întins perimetru arabil și de păduri. Prin Poiana Răftivanului trecea și o variantă a drumului ce înainta spre comuna Bosanci. 
Într-o poiană aflată în pădure, boierul Lupu Răftivanu a construit un han care a dispărut odată cu apariția căii ferate ce face legătura între Pașcani și Suceava. Pe la anul 1850 hanul de aici a fost reconsolidat cu piatră și cu cărămidă și acoperit cu țiglă. De existența lui sunt legate și câteva povestiri care vorbesc de haiduci, potere și locuri de tabere. După Revoluția din decembrie 1989, ultimele ruine ale hanului au dispărut, fiind probabil luate de către țăranii care-și construiau case. 
Pe lângă han, boierul Răftivanu a construit și o biserică impunătoare cu patru turle, ce servește astăzi ca biserică parohială și de cimitir. Prezența hanului și a bisericii a determinat formarea uni localități ce a purtat o lungă perioadă numele de Poiana Răftivanului. Ulterior, aici s-a stabilit  boierul Manu Sterea, care în anii de după cel de-al doilea război mondial, a fost obligat să lase în paragină, conacul boieresc și moșia din Poiana Răftivanului și să plece în lumea largă.

## Obiective turistice
- Biserica Nașterea Maicii Domnului din Poiana-Dolhasca - monument istoric construit de boierii Răftivanu la mijlocul secolului al XIX-lea